# Suzanna
Suzanna és una pel·lícula muda de la Mack Sennett Productions dirigida per F. Richard Jones i protagonitzada per Mabel Normand. Basada en una història de Linton Wells adaptada per Mack Sennett, es va estrenar el 15 de febrer de 1923. La pel·lícula es conserva incompleta ja que s’han perdut 2 bobines (la 3a i la 5a).

## Argument
A la vella Califòrnia, Don Fernando i Don Diego esperen consolidar els seus ranxos que es troben adjacents prometent als seus fills, Ramón i Dolores. Tanmateix, Ramón està enamorat de Suzanna, la filla d'un peó del ranxo del seu pare, i Dolores s'interessa per Pancho, un torero. Suzanna s'assabenta que ella i Dolores van ser intercanviades en néixerde manera que ella és la filla real de Don Diego però decideix guardar silenci. Ramón finalment es rebel·la i s’enduu Suzanna de l'altar quan està a punt de casar-se amb Pancho. Després de les explicacions necessàries, Ramón es casa amb Suzanna i Dolores es casa amb Pancho.

## Repartiment
- Mabel Normand (Suzanna)
- George Nichols (Don Fernando)
- Walter McGrail (Ramón)
- Winifred Bryson (Dolores)
- Evelyn Sherman (Doña Isabella)
- Léon Bary (Pancho)
- Eric Mayne (Don Diego)
- Carl Stockdale (Ruiz)
- Lon Poff (Álvarez)
- George Cooper (Miguel)
- Minnie Devereaux (ella mateixa)
- Black Hawk (ell mateix)